# Johann von Lamont
 Johann von Lamont (ur. 13 grudnia 1805 w Braemar w Szkocji, zm. 6 sierpnia 1879 w Monachium) – niemiecki astronom szkockiego pochodzenia, odkrywca zmienności pola magnetycznego Ziemi.
Studiował astronomię na Uniwersytecie Monachijskim. W 1830 uzyskał tytuł doktora. Przez 51 lat pracował w obserwatorium w Bogenhausen niedaleko Monachium. W 1835 r. został dyrektorem tej instytucji. 
Lamont wyznaczył orbity Enceladusa i Tetydy (księżyców Saturna), okresy obiegów Ariela i Tytanii (księżyców Urana) oraz obliczył masę Urana. Skatalogował ponad 34 tys. gwiazd. W 1840 roku założył obserwatorium magnetyczne w Bogenhausen, a 10 lat później odkrył zmiany w ziemskim polu magnetycznym. W 1862 roku odkrył istnienie wielkoskalowych fal ładunków elektrycznych w płaszczu ziemskim, związanych z zakłóceniami w jonosferze. Najważniejszą pracą Lamonta jest Handbuch des Erdmagn (1849).
Został pochowany na Cmentarzu Bogenhausen w Monachium.